# لنفوم هاجکین
لنفوم هوچکین (به انگلیسی: Hodgkin's lymphoma) نوعی از لنفومها است. لنفوم نوعی سرطان خون است که منشأ سلول‌های سرطانی از گلبول‌های سفید خون و از گروه لنفوسیتها هستند. گرچه بیماری هاجکین ممکن است در تمامی سنین دیده شود، شایع‌ترین سن شیوع آن بین ۱۵ تا ۳۵ سالگی و بعد از ۵۵ سالگی‌ست و در مردان شایع‌تر است.میزان بقای۵ساله۸۸درصد است و در جوانان کمتر از۴۵ سال۹۲ درصد است. نرخِ بقای ۵ ساله امید به زندگی را نشان می‌دهد و به این معنی است که چه تعداد از بیماران ۵ سال پس از تشخیص درمان هنوز زنده بوده اند (به عبارتی، درمان شده اند). نه اینکه عمر مفید آنها ۵ سال باشد!

## تاریخچه
در سال ۱۸۳۲، توماس هاجکین (یک پزشک انگلیسی) برای اولین بار این نوع بیماری را شرح داد. دکتر هاجکین همچنین برای اولین بار تفاوت بین علائم و سیر بالینی لنفوم هاجکین و غیرهاجکین را به‌روشنی نشان داد. لنفوم هاجکین در سال‌های قبل از ۱۹۷۰ سبب مرگ تقریباً تمام مبتلایان می‌شد. با تکامل روش‌های درمانی، در حال حاضر این بیماری یکی از قابل‌درمان‌ترین بدخیمی‌هاست و قسمت عمده‌ای از بیماران مبتلا قابل علاج کامل هستند.

## بیماری‌زایی
علت این بیماری مشخص نیست. ممکن است عواملی از محیط، خصوصیات ژنتیک فرد و همچنین عوامل عفونی در ایجاد بیماری نقش داشته باشند.
سیر بیماری لنفوم از یک غده لنفاوی که به صورت پایدار بزرگ شده‌است شروع می‌شود. رشد این غده به آهستگی ادامه می یابد و به تدریج غدد اطراف خود را نیز درگیر می نماید. در موارد پیشرفته، با ورود سلول‌های بدخیم به جریان خون، طحال، کبد و مغز استخوان نیز ممکن است درگیر شوند.
بیماری هاجکین در یک منطقهٔ دستگاه لنفاوی و معمولاً در گره لنفی ایجاد می‌شود. اگر این بیماری به‌موقع کشف و درمان نشود، ممکن است در تمام دستگاه لنفاوی پخش گردد. هاجکین می‌تواند باعث درگیری ریه، اعضاء داخل شکم و استخوان‌ها شود. با گسترش بیماری، گویچه‌های سفید طبیعی کاهش یافته، در مقابله با عفونت‌ها اختلال ایجاد می‌شود. بنابراین بیماران مبتلا به هاجکین ممکن است مستعد ابتلا به عفونت‌های گوناگون گردند. لنفوم هاجکین ممکن است در هر سنی بروز نماید. اما اکثر موارد در سال‌های اول بلوغ (۱۵ تا ۴۰ سالگی) یا در میانسالی (پس از ۵۵ سالگی) دیده می‌شود.

## علائم
- بزرگی طول کشیده و بدون درد غدد لنفاوی به خصوص غدد لنفاوی گردن، زیربغل یا فوق ترقوه ای
- تب طول کشیده‌ای که علت آن مشخص نیست.
- عرق شبانه توجیه‌ناپذیر. 
- خارش
- دردهای غیرطبیعی پشت یا شکم
- کاهش وزن غیرطبیعی
- پتشی و بزرگ شدن طحال یا کبد
در اکثریت موارد، تشخیص دقیق منوط به تکه‌برداری غدد لنفاوی بزرگ‌شده (بیوپسی) است.

## ویژگی لنفوم هاجکین
ویژگی معروف لنفوم هاجکین وجود نوعی لنفوسیت غیرعادی متمایز به نام سلول رید اشتنبرگ (Reed-Sternberg) است. سلول ریداشتنبرگ لنفوسیتهایی بزرگ و چند هسته‌ای اغلب با منشأ لنفوسیت نوع B هستند. احتمالاً عفونت با ویروس EBV در ایجاد این بیماری نقش دارد. سلول‌های رداشتنبرگ سلول‌هایی چندهسته‌ای یا تک هسته‌ای هستند که هسته تک آن‌ها دو لپه‌ای است. اندازه سلول‌ها بزرگ و حدود ۳۰ تا ۵۰ میکرون می‌باشد. هسته‌ها ائوزینوفیلیک هستند. نمای معروف «چشم جغد» به‌علت همین مشخصات هسته در میکروسکوپ نوری دیده می‌شود. مارکرهای سی دی ۳۰ و سی دی ۱۵ برای سلول‌های رید اشتنبرگ مثبت و سی دی ۲۰ و سی دی ۴۵ معمولاً منفی است. وجود این سلول‌ها برای تشخیص لنفوم هاجکین ضروری می‌باشد.
برحسب ویژگی سلول‌های سرطانی لنفوم هاجکین به چهار زیرگروه تقسیم می‌شود. (سلول‌های سرطانی شکل متفاوتی دارند و گاه مارکرهای لنفوسیتهای نوع B یا T را بروز می‌دهند) از انواع لنفوم هاجکین‌ها نوع Nodular sclerosis شایعترین فرم این بیماری است.

## درمان

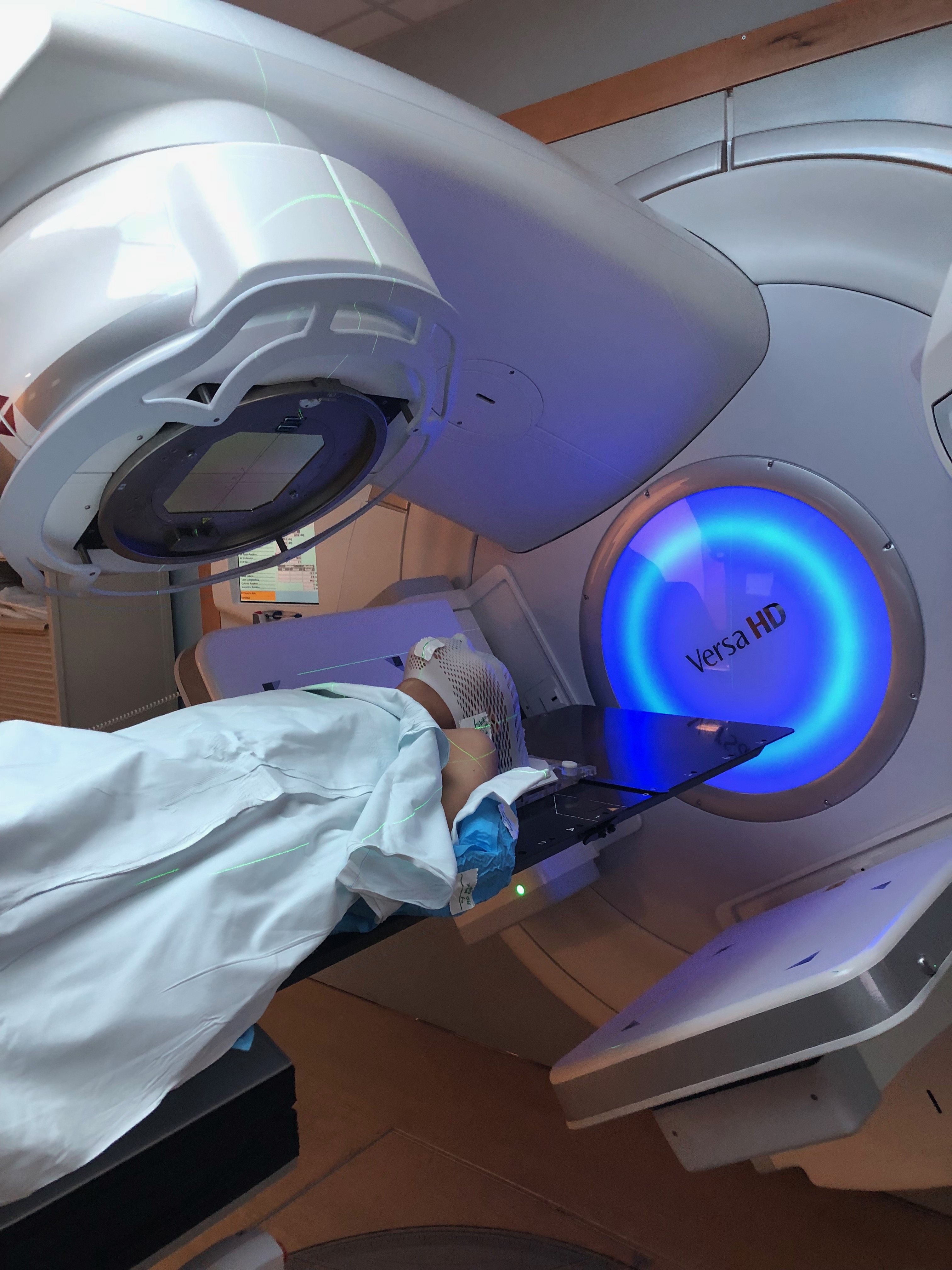
رادیو گرافی برای درمان سرطان

مطلب جدیدی  حاکی از پیدایش درمان برای این بیماریست. ساخت داروي سيستانا (بيسلين)  بیماری هاجکین به درمان پاسخ می‌دهد (بخصوص برای بیماران جوان تر که در مرحله اولیه بیماری قرار دارند). در بیشتر موارد بیماران به‌طور سرپایی درمان می‌شوند. شیمی‌درمانی و پرتودرمانی یا ترکیبی از هر دو روش‌های اصلی درمان هستند. قبلاً از جراحی و برداشتن طحال برای تعیین مرحلهٔ بیماری استفاده می‌شد. باید مراقب بود تا بیماری عود نکند.